# 잉글하트-웰젤 세계 문화 지도
'세계의 잉글하트-웰젤 문화 지도'는 정치학자 로널드 잉글하트와 크리스천 웰젤이 세계 가치관 조사와 유럽 가치 조사를 기반으로 작성한 산점도이다. 이 지도는 사회 간에 두 가지 주요 차원에서 밀접하게 연결된 문화적 가치를 묘사한다: 수직 y축에서는 전통적 가치와 세속적 가치가, 수평 x축에서는 생존 가치가 자기 표 가치와 비교된다. 이 지도에서 위쪽으로 이동하면 전통적 가치에서 세속적 가치로, 오른쪽으로 이동하면 생존 가치에서 자기 express 가치로 이동하는 것을 반영한다.
저자들은 다음과 같이 밝혔다. "이 두 가지 차원은 10개 지표의 요인 분석에서 국가 간 분산의 70% 이상을 설명하며, 각 차원은 다른 중요한 성향 점수와 강력한 상관관계를 보인다."
이러한 가치는 국가의 경제 발전과 밀접한 관련이 있으며, 특히 해당 국가 경제에서 제조업이나 서비스업이 차지하는 비중과 밀접한 관련이 있다. 하지만 저자들은 사회경제적 국가의 위치를 결정하는 유일한 요소는 지위가 아니라 종교적, 문화적, 역사적 유산 또한 중요한 요소이다.

## 가치
잉글하트와 웰젤이 수행한 세계 가치 조사(World Values Survey) 데이터 분석에 따르면, 세계 문화 간 다양성에는 두 가지 주요 차원이 있다.
1. x축: 생존 가치 vs. 자기 표현 가치
2. y축: 전통적 가치 vs. 세속적 합리적 가치.[2]

이 지도는 국가별 순위를 나타낸 차트로, x축(생존 가치 vs. 자기 표현 가치)과 y축(전통적 가치 vs. 세속적 합리적 가치)에 대한 점수를 기준으로 국가별 순위를 나타낸다. 이 지도는 각 사회가 이 두 차원에서 어디에 위치하는지 보여준다. 여러 국가가 모여 있는 것은 지리적 근접성이 아닌, 공유된 가치를 반영한다.
전통적인 가치관은 종교, 부모-자녀 관계, 권위에 대한 존중, 절대적 기준, 그리고 전통적인 가족 가치의 중요성을 강조한다. 이러한 가치를 수용하는 사람들은 또한  이혼, 낙태, 안락사, 자살을 거부한다. 이러한 가치를 수용하는 사회는 높은 수준의 국가적 자부심과 민족주의적 관점을 가지고 있다.
세속적-합리적 가치관은 전통적인 가치관과 정반대의 선호도를 보인다. 이러한 가치를 수용하는 사회는 종교,  전통적인 가족 가치,전통적인 가족 가치, 그리고 권위를 덜 중시한다. 이혼, 낙태, 안락사, 자살은 비교적 용인되는 것으로 여겨진다.
엥겔브렉트와 니그렌은 전통적인 가치에서 세속적이고 합리적인 가치로의 전환을 "근본적으로 종교와 미신을 과학과 관료제로 대체하여 사회의 행동과 권위 관계의 기반을 형성하는 것"이라고 설명했다.
생존 가치는 경제적, 신체적 안정을 강조한다. 이러한 가치는 비교적 민족중심주의 관점과 낮은 수준의 신뢰 및 관용과 연관되어 있다.
자기표현 가치는 주관적 웰빙, 자기표현, 개인의 자유, 그리고 삶의 질을 중시한다. 이러한 가치를 포용하는 사회에서 더 흔히 볼 수 있는 가치로는 환경 보호, 외국인, 나라별 성소수자의 법률상 권리, 그리고 성평등에 대한 관용 증가, 경제 및 정치 생활에서 의사 결정 참여에 대한 요구 증가(자율성과 중앙 권력으로부터의 자유), 대인 관계 신뢰, 정치적 온건함, 그리고 근면성에서 상상력과 관용으로의 양육 가치의 변화 등이 있다.
생존에서 자기표현으로의 전환은 산업 사회에서 탈공업 사회로의 전환을 의미하며, 민주주의를 수용하는 것을 의미한다. 전통적 가치에서 세속적-합리적 가치로의 전환은 국가 경제에서 산업 부문이 차지하는 비중과 강한 상관관계(0.65)를 갖는 반면, 생존적 가치에서 자기 표현적 가치로의 전환은 국가 산업 부문의 규모와는 무관하지만, 국가 서비스 부문의 규모와는 강한 상관관계(0.73)를 갖는다.

## 클러스터
2017년 버전의 지도는 국가를 9개 클러스터로 구분했다. 영어권, 라틴 아메리카, 가톨릭 유럽, 개신교 유럽, 아프리카-이슬람권, 발트, 남아시아, 정교회, 유교 클러스터이다. 이전 연구에서는 아프리카-이슬람 클러스터가 두 개(아프리카 클러스터와 이슬람 클러스터)로 나뉘었으며, 발트 3국은 자체 클러스터를 가지고 있지 않았다.
사회를 클러스터링하는 또 다른 제안된 방법은 다음과 같다. 물질적 부에 따라, 두 축 모두에서 가난한 사회가 바닥에, 부유한 사회가 위에 위치한다.

## 국가별 분석
서구 세계 국가 중 미국은 아일랜드와 폴란드와 같은 매우 보수적인 가톨릭 국가들과 함께 가장 보수적인 국가 중 하나(가장 하향적인 국가 중 하나)에 속한다. Simoni는 "전통적/세속적 차원에서 미국은 다른 부유한 국가들보다 훨씬 낮은 순위에 있다"고 결론지었다. "종교성과 국가적 자부심 수준이 일부 개발도상국 사회와 비슷한 수준이다."
아시아 사회는 전통/세속적 차원에서 두 집단으로 나뉘는데, 더 세속적인 유교 사회가 최상위에, 더 전통적인 남아시아 사회가 지도 중앙에 위치한다.
러시아는 생존 가치 지향적인 국가 중 하나이며, 다른 한편으로는 마지막으로, 스웨덴은 자기표현 차트에서 가장 높은 순위를 기록했다.
또한 기본적인 문화적 가치는 국가 간에 압도적으로 적용되며, 국경을 넘는 교류는 비교적 드물다는 사실이 밝혀졌다. 이는 공통된 문화적 역사를 가진 국가들 사이에서도 마찬가지이다. 더욱이, 여러 문화권으로 구성된 국가 간의 교류도 국경을 넘나드는 교류는 거의 없다. 이는 국가가 문화적으로 의미 있는 단위임을 시사한다.

## 역사

2004년 버전 지도

이 지도는 세계 가치관 조사의 새로운 데이터와 함께 정기적으로 업데이트되고 수정된다. 다양한 버전은 세계 가치관 조사 웹사이트에서 확인할 수 있다.
이 지도의 초기 버전은 1997년 로널드 잉글하트가 "전통적 권위 대 세속적 합리적 권위"와 "생존 대 웰빙"이라는 두 가지 차원으로 발표했다.
잉글하트와 웰젤은 2005년에 이 지도를 개정하여 각 차원을 "전통적 가치 대 세속적 합리적 가치"와 "생존 가치 대 자기표현 가치"로 명명했다. 이 지도와 여러 가지 개정 사항은 일반적으로 잉글하트-웰젤 문화 지도라고 한다.
웰젤은 2013년에 "해방적 가치"와 "세속적 가치"라는 두 가지 밀접하게 연관된 차원을 포함하는 상당히 다른 지도를 발표했는데, 여기서 해방적 가치는 그의 인간 역량 강화 이론의 주요 변인이다.
다른 문화적 지도는 Shalom H. Schwartz,
Michael Minkov,
Stankov, Lee, Vijver에 의해 출판됐다.

## 반응
문화 지도는 전반적으로 호평을 받았으며, 자주 인용되거나 언급된다. 2009년에 Arno Tausch는 이를 "Inglehart의 연구 전통에서 가장 유명한 작품 중 하나"라고 설명했다. 마찬가지로, 많은 학자들이 이를 유명하다고 언급했다(Niels-Christian Fritsche, 2009, 2016년 Elisabeth Staksrud, Manfred Buchroithner  2020년, 루이지 쿠리니와 로버트 프란체세, 2020년 출간.
인기에도 불구하고, 몇몇 학자들은 이 두 차원이 문화적 차이를 측정하는 데 적절하고 유용한지 의문을 제기했다. 2007년, 마지마와 새비지는 어떤 문화 측정 방법이 가장 적절한지, 그리고 측정된 시간 경과에 따른 변화가 실제적인지 의문을 제기했다. 그리고 2012년 Bomhoff와 Gu는 동아시아의 태도와 가치가 적절하게 반영되지 않았다고 주장했다.
2010년 보이겔스다이크와 웰젤은 두 가지 요인 또는 차원으로 나누는 것이 데이터에 의해 정당화될 가능성이 낮으며, 단일 요인 솔루션이 적절할 수 있음을 시사했다. 2013년 웰젤은 두 차원이 인간의 권한 부여에 대한 공통 프레임워크 하에 결합될 수 있다고 제안했다. 마찬가지로 잉글하트는 2018년에 문화적 가치를 결합하는 단일 요인이 현대화를 아주 잘 반영한다는 것을 발견했다.
Agner Fog의 2020년 연구에 따르면, 문화적 차이에 대한 연구에 대한 메타분석을 통해 다른 많은 문화적 차이 연구에서 유사한 요인이 도출되었지만 회전 방식이 달랐다는 것을 발견했다. 요인회전 요인 회전의 일반적인 관행은 문화 지도에서 축의 방향이 다른 여러 연구 간의 유사성을 모호하게 만들었다. 회전되지 않은 솔루션은 Inglehart와 Welzel의 지도에서 왼쪽 아래에서 오른쪽 위로 이어지는 선에 해당하는 가장 강력한 요인 또는 차원을 가지며 두 차원을 결합한다. 이 결합된 차원은 개발 또는 현대화로 해석될 수 있다. 이는 서로 강하게 상관관계가 있는 많은 경제적, 기술적, 제도적, 심리적 변수를 결합한다. 회전되지 않은 두 번째 요소 또는 차원은 Inglehart와 Welzel의 지도에서 수직선에 해당하며, 이는 동아시아 문화의 특별한 문화적 가치를 반영한다.
2020년 프레드 더빈, 로빈 몰로니, 애슐리 심슨은 개발도상국을 낙인찍고 백인이 우세한 유럽계 기독교 국가보다 열등하다고 낙인찍는 일반화와 단순화로 인해 이 지도가 "문화적 본질주의와 잠재적 인종차별"을 지닌다고 비판했다.

## 같이 보기
- 호프스테더 문화 차원 이론
- 놀란 차트
- 기본적 인간 가치 이론 (영어판)